# Razón y Fe
Razón y Fe (en français : ‘Raison et Foi’) est une publication culturelle mensuelle de langue espagnole dirigée par des pères de la Compagnie de Jésus. Elle est publiée à Madrid. Depuis sa fondation, en 1901, la revue tente de rapprocher les deux composantes de son titre, 'Raison' et 'Foi'. Tout en respectant leur autonomie de champ d’investigation et leurs approches différentes de la réalité humaine, elle cherche à les rapprocher, en favorisant le dialogue entre la foi chrétienne et les différentes manières dont la culture se manifeste. 
Avec une structure simple, des éditoriaux et articles de fond avec recensions de livres, et commentaires cinématographiques, elle aborde une grande diversité de problèmes de société les traitant de manière approfondie, et cependant abordable à un lectorat intéressé aux problèmes et questions qui agitent le monde contemporain.